# D’Artagnan i trzej muszkieterowie (serial animowany)
D’Artagnan i trzej muszkieterowie (jap. ワンワン三銃士  Wanwan Sanjushi; hiszp. D’Artacán y los tres mosqueperros) w Polsce znany także jako Czworonożni muszkieterowie (wydanie VHS) oraz Dogtanian i muszkieterowie (wydanie DVD) – japońsko-hiszpański serial animowany wyprodukowany w latach 1981–1982 przez Nippon Animation i BRB Internacional. Adaptacja powieści Trzej muszkieterowie Aleksandra Dumasa. W adaptacji tej bohaterami są postacie zwierzęce, głównie psy – wyjątkami są np. Pim (mysz), Milady (kotka) czy Planchet (niedźwiedź).
W Polsce serial był emitowany na TVP 1 i Nasza TV.

## Fabuła
Serial opowiada o młodym Dogtanianie (D’Artagnanie), który zostaje wysłany przez swojego ojca do Paryża celem wstąpienia na służbę wojskową u kapitana muszkieterów pana Treville'a. W drodze do Paryża służy mu wierny koń Sandy, jednak Dogtanian zostaje znieważony przez przypadkowego jeźdźca (hrabiego de Rochefort). Później młodzieniec dogania go i staje z nim do pojedynku. Jednak przebiegły "Czarny Wąsik" dzięki swoim trikom i oszustwom pokonuje Dogtaniana. Bohater jest świadkiem rozmowy swego przeciwnika z tajemniczą Milady. W Paryżu Dogtanian poznaje dwórkę królowej, piękną Juliette, w której się zakochuje z wzajemnością. Zaprzyjaźnia się też z trzema słynnymi muszkieterami: Atosem, Portosem i Aramisem. Z ich pomocą oraz dzięki wsparciu kapitana de Treville Dogtanian dąży do zostania muszkieterem. Musi jednak walczyć z intrygami podłego kardynała Richelieu wymierzonymi w królową Francji, które realizują jego trzej agenci: podstępny i niecny hrabia de Rochefort, piękna i zabójcza Milady oraz gruby i zarozumiały Widii Mer. Na szczęście Dogtaniana w walce wspomagają ukochana Juliette, trzej muszkieterowie, wygadany pan mysz imieniem Pim oraz wierny sługa Planchet.

## Bohaterowie
- Dogtanian (D’Artagnan) – główny bohater serialu,młody szlachcic z Gaskonii, mieszka na prowincji ze swoimi rodzicami do czasu, gdy zostaje wysłany do Paryża, aby zostać muszkieterem. Przyjaciel Portosa, Atosa i Aramisa. Ukochany Juliette. Początkowo jest narwany i lekkomyślny oraz łatwo pakuje się w kłopoty, z czasem nabiera doświadczenia życiowego. Bardzo dobrze posługuje się szpadą. Jest oddany przyjaciołom i ukochanej. Wzorowany na d’Artagnanie z powieści Dumasa.
- Juliette (Julia) – ukochana Dogtaniana, dwórka królowej Francji Anny Austriaczki oraz jej wierna przyjaciółka. Jest nieco starsza od swego wybranka, dlatego bardziej spokojnie podchodzi do spraw, w których on reaguje nerwowo. Mądra i szlachetna, oddana swej pani i bliskim. Wzorowana na Konstancji Bonacieux z powieści Dumasa.
- Portos – jeden z trzech muszkieterów, niezwykle mądry i stateczny. Nie lubi pojedynków, woli pokojowo rozsądzać spory. Zawsze najpierw myśli, a dopiero później działa. Jest najmądrzejszy i najstarszy z całej kompanii, wszyscy darzą go niezwykłym szacunkiem. Wie wiele o życiu oraz otaczającym go świecie. Zawsze chętnie służy radą i pomocą.  Wzorowany na postaci Atosa z powieści Dumasa.
- Atos – jeden z trzech muszkieterów, niezbyt inteligentny, co nadrabia ogromną siłą fizyczną. Uwielbia pojedynki oraz potyczki na pięści. Lubi też dobrze zjeść i wypić. Jest szczery i niezwykle oddany przyjaciołom, a także nieco próżny. Zawsze pali się do walki. Wzorowany na postaci Portosa z powieści Dumasa.
- Aramis – jeden z trzech muszkieterów, prawdziwy romantyk i elegant. Lubi się dobrze ubierać. Jest oczytany i wykształcony, jak również niezwykle pobożny. Ma ukochaną w Paryżu, którą odwiedza, gdy tylko ma wolne. Pisze wiersze i często się modli. Wzorowany na Aramisie z powieści Dumasa.
- Pim (w oryg. Pip) – antropomorficzna mysz płci męskiej, przyjaciel czterech muszkieterów, mieszka w norce w domu pana Bonacieux. Jest przemądrzały i nieco zarozumiały. Z natury gaduła, bardzo oddany kompanom. Marzy o tym, by zostać bogatym dworzaninem króla.
- Planchet – niedźwiedź, wierny sługa Dogtaniana, wcześniej stajenny w gospodzie w Meung. Jest lojalny i dobroduszny. Wiernie służy swemu panu i pomaga mu w trudnych sytuacjach. Wzorowany na Planchecie z powieści Dumasa.
- Kardynał Richelieu – główny czarny charakter serialu, I minister i doradca Ludwika XIII. Nienawidzi muszkieterów oraz królowej Francji, dlatego dąży za wszelką cenę do ich zniszczenia. Snuje całą sieć intryg wokół głównych bohaterów. Jest okrutny, podły i pozbawiony jakichkolwiek skrupułów.
- Hrabia de Rochefort "Czarny Wąsik" – szpieg i agent kardynała Richelieu, główny antagonista Dogtaniana i trzech muszkieterów. Świetny w walce na szpady, nie obce są mu również intrygi, choć zdecydowanie problemy woli rozstrzygać za pomocą pojedynków. Wyniosły i dumny, ale też nie pozbawiony honoru oraz pozytywnych cech. Dogtanian nazywa go "Czarny Wąsik" do czasu, aż poznaje jego prawdziwe nazwisko. Wzorowany na Rochefortcie z powieści Dumasa.
- Hrabina de Winter "Milady" – kotka, szpieg i agentka kardynała Richelieu, obok Rocheforta główna antagonistka Dogtaniana i trzech muszkieterów. Jest podstępna i przebiegła, a zarazem niezwykle piękna. Potrafi umiejętnie uwodzić mężczyzn oraz skutecznie wyeliminować przeciwnika za pomocą sztyletu, pistoletu lub własnych pazurów. W przeciwieństwie do Rocheforta nie uznaje zasad honoru i uważa, że cel uświęca środki. Bardzo mściwa, nie daruje żadnej zniewagi. W walce stosuje przede wszystkim intrygi oraz różnego rodzaju przebieranki. Nie waha się osobiście zabić każdego, kto się jej narazi. Wzorowana na Milady z powieści Dumasa.
- Królowa Francji Anna Austriaczka – żona Ludwika XIII, kobieta piękna i niezwykle inteligentna. Nie ufa kardynałowi Richelieu, który potajemnie spiskuje, by ją zniszczyć. Jest spokojna, opanowana oraz niezwykle mądra. Próbuje za wszelką cenę nie dopuścić do tego, by wybuchła wojna pomiędzy Francją i Anglią. Utrzymuje przyjazne relacje z księciem Buckingham, o ile jednak król nie widzi w tym nic złego, Richelieu próbuje wykorzystać ten fakt do zniszczenia Anny Austriaczki.
- Król Francji Ludwik XIII – władca Francji i mąż Anny Austriaczki. Sympatyczny i szlachetny, ale też nieco naiwny. Nie dostrzega intryg kardynała Richelieu wymierzonych w jego bliskich. Utrzymuje przyjazne stosunki z Anglią, co próbuje zniszczyć kardynał.
- Książę Buckingham – premier Anglii oraz wierny przyjaciel Anny Austriaczki, po cichu w niej zakochany. Dąży do pokoju pomiędzy Anglią a Francją, co za pomocą sieci intryg próbuje zniszczyć Richelieu. Mądry i odważny, chętnie pomaga muszkieterom w ratowaniu honoru królowej.
- Widdi Merr – kapitan prywatnej gwardii kardynała Richelieu. Wierny i oddany swemu panu. Chętnie bierze udział w intrygach przeciwko muszkieterom, których nienawidzi, jest jednak gruby, zarozumiały oraz niekompetentny, dlatego też Dogtanian i jego kompanii z łatwością umieją sobie z nim poradzić. Wraz z Rochefortem rywalizuje o względy kardynała. Wzorowany na panu de Jussac z powieści Dumasa.
- Bonacieux – wuj Juliette, prowadzi gospodę w Paryżu. Wraz ze swą siostrzenicą wiernie służy królowej Francji przeciw intrygom kardynała.
- Matka Dogtaniana – kobieta spokojna i opanowana oraz nieco nadopiekuńcza. Boi się o swego syna i chce, by unikał on kłopotów. Daje Dogtanianowi przed jego wyjazdem do Paryża maść na wszelkie rany. Występuje tylko w pierwszym odcinku oraz we wspomnieniach Dogtaniana.
- Ojciec Dogtaniana – mężczyzna mądry i stateczny, ale też lubiący od czasu do czasu się bić. Był kiedyś muszkieterem, dlatego też chce, by jego syn również nim został i pomaga mu w realizacji jego marzeń. Występuje tylko w pierwszym odcinku oraz we wspomnieniach Dogtaniana.
- Monsieur De Treville – kapitan królewskich muszkieterów, największy antagonista kardynała Richelieu. Oddany królowi i królowej, swoich podwładnych traktuje jak ojciec dzieci: surowo, ale sprawiedliwie. Przyjaciel ojca Dogtaniana (kiedyś razem służyli w wojsku).
- Sandy – koń Dogtaniana, na którym bohater podróżuje w trakcie serialu. Jest już stary i ma swoje humory, lecz w trudnych sytuacjach okazuje się być niezwykle lojalny wobec swego pana.
- Niebieski Sokół – groźny pirat i bandyta, za którego schwytanie wyznaczono olbrzymią nagrodę. Dowodzi bandą rzezimieszków, z którymi napada na bogate statki oraz plądruje zamożne miasteczka. Przebiegły i szaleńczo odważny, śmieje się w oczy prawu. Nie obce są mu intrygi oraz przebieranki. Był ścigany przez Dogtaniana i trzech muszkieterów oraz Rocheforta i Widii Merra, ostatecznie jednak schwytali go ci pierwsi. Występuje w trzech odcinkach serialu.

## Obsada
- Satomi Majima jako D’Artagnan
- Akio Nojima jako Athos
- Tesshō Genda jako Portos
- Kaneto Shiozawa jako Aramis
- Eiko Masuyama jako Milady
- Mugihito jako Richelieu

### Wersja VHS
Serial został wydany w Polsce na VHS pod trzema alternatywnymi tytułami:
- Czworonożni Muszkieterowie (dystrybucja Cass Film)[4][5]
- Dogtanian i Trzech muszkieterów (dystrybucja Bajdex)[6] (angielski dubbing i polski lektor)
- Dogtanian (dystrybucja Starling)[7]

### Wersja DVD
- Dogtanian i muszkieterowie (dystrybucja SDT Film)

## Spis odcinków
| N/o            | Polski tytuł (pierwsza wersja dubbingu)            | Polski tytuł (druga wersja dubbingu)               | Angielski tytuł                                  |
| -------------- | -------------------------------------------------- | -------------------------------------------------- | ------------------------------------------------ |
|                |                                                    |                                                    |                                                  |
| SERIA PIERWSZA |                                                    |                                                    |                                                  |
|                |                                                    |                                                    |                                                  |
|                | D’Artagnan i trzej muszkieterowie                  | Dogtanian i muszkieterowie                         | Dogtanian and the Three Muskehounds              |
|                |                                                    |                                                    |                                                  |
| 01             | Przekleństwo D’Artagnana                           | Podróż Dogtaniana                                  | Dogtanian’s Journey                              |
|                |                                                    |                                                    |                                                  |
| 02             | Tajemniczy kawaler z czarnym wąsikiem              | Dogtanian i kawaler z wąsikiem                     | Dogtanian Meets The Man with the Black Moustache |
|                |                                                    |                                                    |                                                  |
| 03             | Wymarzony Paryż                                    | Miasto marzeń                                      | Paris, the City Of Dreams                        |
|                |                                                    |                                                    |                                                  |
| 04             | Trzej niezwyciężeni muszkieterowie                 | Trzej niepokonani muszkieterowie                   | The Three Invincible Musketeers                  |
|                |                                                    |                                                    |                                                  |
| 05             | Kapitan muszkieterów                               | Monsieur De Treville, dowódca muszkieterów         | Monsieur Treville, Captain of the Musketeers     |
|                |                                                    |                                                    |                                                  |
| 06             | D’Artagnan przeciw trzem muszkieterom              | Pojedynek Dogtaniana                               | Dogtanian Meets His Match                        |
|                |                                                    |                                                    |                                                  |
| 07             | D’Artagnan spotyka króla                           | Dogtanian spotyka króla                            | Dogtanian Meets The King                         |
|                |                                                    |                                                    |                                                  |
| 08             | Sekret Julii                                       | Tajemnica Juliette                                 | Juliette's Secret                                |
|                |                                                    |                                                    |                                                  |
| 09             | Julia porwana                                      | Porwana Juliette                                   | Juliette Kidnapped                               |
|                |                                                    |                                                    |                                                  |
| 10             | Wielka ucieczka                                    | Wielka ucieczka                                    | The Great Getaway                                |
|                |                                                    |                                                    |                                                  |
| 11             | Milady hipnotyzerka                                | Hipnoza Dogtaniana                                 | Dogtanian’s Trance                               |
|                |                                                    |                                                    |                                                  |
| 12             | D’Artagnanie ratuj!                                | Dogtanian idzie z pomocą                           | Dogtanian To The Rescue                          |
|                |                                                    |                                                    |                                                  |
| 13             | Pip wkracza do akcji                               | Dogtanian spotyka pana Pimpa                       | Dogtanian Meets Monsieur Pip                     |
|                |                                                    |                                                    |                                                  |
| 14             | W poszukiwaniu Julii                               | Pościg za Juliette                                 | The Search for Juliette                          |
|                |                                                    |                                                    |                                                  |
| 15             | Wielki wyczyn D’Artagnana                          | Sukces Dogtaniana                                  | Dogtanian Saves the Day                          |
|                |                                                    |                                                    |                                                  |
| 16             | Diamenty łez królowej                              | Łzy i brylanty                                     | Daggers and Diamonds                             |
|                |                                                    |                                                    |                                                  |
| 17             |                                                    | Podróż do Londynu                                  | The Journey to England                           |
|                |                                                    |                                                    |                                                  |
| 18             |                                                    | Wielki pościg                                      | The Chase                                        |
|                |                                                    |                                                    |                                                  |
| 19             |                                                    | Czas próby                                         | Dogtanian is Put to the Test                     |
|                |                                                    |                                                    |                                                  |
| 20             |                                                    | Dogtanian i Niebieski Sokół                        | Dogtanian and the Blue Falcon                    |
|                |                                                    |                                                    |                                                  |
| 21             | Tajemniczy statek-widmo                            | Statek widmo                                       | The Shipwreck                                    |
|                |                                                    |                                                    |                                                  |
| 22             | W dżungli                                          | Przygoda w dżungli                                 | The Jungle Adventure                             |
|                |                                                    |                                                    |                                                  |
| 23             | Dlaczego teraz biją dzwony?                        | Nie pytaj komu bije dzwon                          | Marco’s Mission                                  |
|                |                                                    |                                                    |                                                  |
| 24             | Fałszywy hrabia Rochefort                          | Oszust                                             | The Impostor                                     |
|                |                                                    |                                                    |                                                  |
| 25             |                                                    | Zemsta Milady                                      | Milady’s Revenge                                 |
|                |                                                    |                                                    |                                                  |
| 26             |                                                    | Spełnione marzenia Dogtaniana                      | Dogtanian’s Dream Comes True                     |
|                |                                                    |                                                    |                                                  |
| FILM           |                                                    |                                                    |                                                  |
|                |                                                    |                                                    |                                                  |
| F1             | Czworonożni Muszkieterowie: Dogtanian przybywa     | Czworonożni Muszkieterowie: Dogtanian przybywa     | The Dogtanian TV Special                         |
|                |                                                    |                                                    |                                                  |
| F2             | Dogtanian. Jeden za wszystkich, wszyscy za jednego | Dogtanian. Jeden za wszystkich, wszyscy za jednego | Dogtanian In One For All And All For One         |
|                |                                                    |                                                    |                                                  |

## Produkcje pokrewne
Na podstawie serialu nakręcono również film telewizyjny Dogtanian. W służbie króla z 1981 (w Polsce emitowany był w wersji z lektorem).
W 1990 wyprodukowano drugą serię emitowaną w Polsce na TV Puls pod tytułem Powrót Dogtaniana (ang. The Return of Dogtanian). Na jej podstawie powstał także film telewizyjny Dogtanian. Jeden za wszystkich, wszyscy za jednego (ang. Dogtanian in One For All And All For One) z 1995 (w Polsce emitowany na TV Puls wersji z lektorem).
W 2021 roku, na podstawie serialu powstał film – Dogtanian. Psi muszkieterier.